# 2008年9月英國

## 9月30日
- 倫敦高等法院裁定，1997年香港主權移交以前退役的踞喀兵，應合法擁有英國居留權，意味大約2,000名主要現居於尼泊爾及香港的退休踞喀兵可獲英國公民身份。每日電訊報（页面存档备份，存于）、BBC（页面存档备份，存于）
- 英揆白高敦、財相戴理德與英倫銀行行長默文·金會面，商討目前的經濟情況，有經濟學家相信英倫銀行將會在11月減息，而白高敦則承諾保障國民的銀行存款，消息指銀行存款保障上限可望由現時的35,000鎊上調至50,000鎊。BBC（页面存档备份，存于）、泰晤士報[]

## 9月29日
- 政府證實會將布拉德福德賓利銀行（B&B）國有化，其中政府會接掌該行涉及500億英鎊的按揭及借貸業務，而西班牙桑坦德銀行則購入該行所有分行及200億鎊的存款單位，所有儲蓄存款戶口都得到保障。BBC（页面存档备份，存于）
- 保守黨呼籲政府凍結英格蘭的議會稅兩年，以紓解民困。泰晤士報[]、BBC（页面存档备份，存于）

## 9月28日
- 消息指，財政部已準備將陷入財政困難的布拉德福德賓利銀行（B&B）進行國有化，並立即將銀行旗下的200間分行與及存款業務售出。BBC（页面存档备份，存于）、泰晤士報[]
- 哈利王子希望返回阿富汗的要求，據報已被當局以保障哈利及其他服役軍員的人身安全為理由否決。每日電訊報（页面存档备份，存于）

## 9月27日
- 繼HBOS銀行後，全國第七大按揭銀行布拉德福德賓利銀行（B&B）陷入財政困難，銀行管理層正與財政部商討對策。每日電訊報（页面存档备份，存于）、BBC（页面存档备份，存于）
- 保守黨黨魁甘民樂建議政府賦予英倫銀行更大權力，拯救陷入困難的銀行，同時對消費者及公司的負債加強監管。BBC（页面存档备份，存于）

## 9月26日
- 匯豐銀行宣佈全球裁減1,100個職位，其中包括500名英國員工，主要隸屬於倫敦的投資銀行課總部。BBC（页面存档备份，存于）、泰晤士報[]
- 土地註冊處資料顯示，威爾斯及英格蘭樓價持續下跌，而且跌幅有擴大跡象。整體樓價在8月下跌1.8%，全年累積跌幅為4.6%；倫敦8月樓價更大幅下跌3.2%，是自2000年有記錄以來首次錄得下跌。BBC（页面存档备份，存于）

## 9月25日
- 英揆白高敦前往美國紐約出席緊急峰會，商討現時金融海嘯的解決對策。白高敦稍後會在聯合國大會上發表演說，並應美國總統布殊邀請，兩人將於白宮舉行會談。BBC（页面存档备份，存于）
- 內政部發表身分證樣版，並計劃在11月25日起首先發行予歐盟成員國以外的外籍人士，再於明年起發放予英國公民，這是英國逾60年以來首度引入身分證。BBC（页面存档备份，存于）、泰晤士報[]
- 消息透露，英女皇希望政府調高已經凍結三年的皇家建築物維修經費，由現時每年1,500萬鎊至少增撥至2,000萬鎊，以解決白金漢宮及溫莎堡日久失修，急須修繕的問題。每日電訊報（页面存档备份，存于）

## 9月24日
- 運輸大臣簡樂芙在工黨黨大會上以「家庭理由」，宣佈將會辭職及退出內閣，簡樂芙表示早在年初已知會英揆白高敦。泰晤士報[]、每日電訊報（页面存档备份，存于）、BBC（页面存档备份，存于）
- 法國能源公司EDF同意作價125億英鎊，購入在英國擁有八座核能發電廠的英國能源公司。BBC（页面存档备份，存于）

## 9月23日
- 英揆白高敦在曼徹斯特工黨黨大會發言，提出要構建公平社會，並明言「沒有時間給新手」上台。BBC（页面存档备份，存于）
- 在一個紀念納爾遜勳爵誕生250周年的拍賣會上，一枚戒指以18,000鎊售出。該戒指在1805年由喬治三世下令鑄造，其中53枚分發予納爾遜勳爵的親友及扶靈人士，以紀念他為國捐軀。每日電訊報（页面存档备份，存于）

## 9月22日
- 財相戴理德在曼徹斯特舉行的工黨黨大會上發言，承認現時經濟情況「異常混亂」，但承諾會採取行動挽救經濟。至於被問及會否加稅，他沒有作正面回應，只表示「現時不宜從經濟體系拿取金錢」。BBC（页面存档备份，存于）、泰晤士報[]
- 考古學家對威爾特郡巨石陣進行新一輪放射性碳定年法，得出巨石陣約於公元前2300年建成，比原先的估計遲約300年。BBC（页面存档备份，存于）

## 9月21日
- 英揆白高敦在曼徹斯特接受BBC訪問，強調不會召開黨魁選舉，並揚言到聖誕節時仍會在任首相，不過，他亦承諾「我會做得更好」。泰晤士報[]、BBC（页面存档备份，存于）
- 經濟及商業研究中心（CEBR）學者估計，英國明年可能需要外借900億英鎊，同時作出加稅，才能夠應付信貸危機，而有關外借款額比財相戴理德早前的估計高出一倍。每日電訊報（页面存档备份，存于）
- 著名物理學家及劍橋大學前卡文狄希物理教授布賴恩·皮帕德爵士（Sir Brian Pippard）逝世，終年88歲。皮帕德1920年9月7日生於倫敦伯爵閣，早年入讀劍橋大學卡萊爾學院修讀物理，二戰時一度休學，協助軍方研發航空設備，戰後重返校園，獲獎學金入讀劍橋大學彭布羅克學院，其後返回卡萊爾學院任研究員，並取得博士學位。此後，皮帕德對電子行為及金屬上的費米面展開深入研究，並於1950年起於擔任講師。皮帕德在1955年前往美國芝加哥大學發展，1956年當選皇家學會院士，1959年返回劍橋任高級講師，1960年升任教授，1966年至1973年出任劍橋大學卡萊爾堂首任主席，1971年至1984年獲校方聘為卡文狄希物理教授，1974年封爵，同年起至1976年任物理研究院主席。皮帕德爵士在1987年成為卡萊爾堂榮休院士，復於1998年獲委為榮譽院士。皮帕德爵士著作甚豐，其博士生布賴恩·約瑟夫森曾於1973年取得諾貝爾物理學獎。皮帕德於1955年與夏洛特結婚，兩人育有三名女兒。每日電訊報（页面存档备份，存于）

## 9月20日
- 美國紐約有法官支持英國巴克萊銀行以13億美元購入雷曼兄弟部份核心業務。BBC（页面存档备份，存于）
- 在黨內領導形勢不明朗的陰影籠罩下，英揆白高敦在《衛報》撰文，讚揚其政府過去一星期在金融危機採取成功的行動。BBC（页面存档备份，存于）
- 前任英揆貝理雅在美國耶魯大學開班教授「信念與全球化」。BBC（页面存档备份，存于）

## 9月19日
- 英國恐怖份子哈馬德·孟希（Hammaad Munshi），早前被法庭裁定收集可用於恐怖主義的資料，罪名成立，今在奧卑利刑事法庭被判入少年罪犯懲教所兩年。孟希在2006年作案時年僅16歲，是英國歷來拘捕最年輕的恐怖份子。泰晤士報[]、BBC（页面存档备份，存于）
- 受當局宣佈禁止短期沽空金融類股份的消息刺激，帶動倫敦富時100指數造好，並在下午早段急升445點，報5,325.5點，是歷來錄得最大升幅。每日電訊報（页面存档备份，存于）
- 繼日前有傳言指英國計劃增兵阿富汗後，國防大臣彭德澄清目前「無計劃」增兵。BBC（页面存档备份，存于）
- 英揆白高敦接受訪問時，表明不接受部份黨員要求舉行黨魁選舉的要求，並呼籲黨內團結一致，關注英國現正面對的核心議題，以準備即將於曼徹斯特舉行的周年黨大會。BBC（页面存档备份，存于）

## 9月18日
- 萊斯銀行（Lloyds TSB）確認以120.2億英鎊購併HBOS銀行，有消息指，資方合併後有可能裁減40,000名員工。英揆白高敦則承諾會對金融系統進行「整頓」。泰晤士報（页面存档备份，存于）、BBC（页面存档备份，存于）
- 前工黨籍副相彭仕國呼籲黨內團結，支持英揆白高敦，並警告「黨內不和可毀滅」政黨。BBC（页面存档备份，存于）

## 9月17日
- 在英揆白高敦推使下，萊斯銀行（Lloyds TSB）現正與陷入困難的HBOS銀行展開合併談判，以防HBOS崩盤。泰晤士報（页面存档备份，存于）、每日電訊報（页面存档备份，存于）、BBC（页面存档备份，存于）
- 政府最新公佈的數字顯示失業率繼續上升，由5月的5.3%升至7月的5.5%，失業人數增加81,000人，共有約172萬人失業。BBC（页面存档备份，存于）

## 9月16日
- 受美國雷曼兄弟破產拖累，英倫銀行緊急向金融市場注入200億英鎊救市，倫敦富時100指數仍一度跌超過226.2點，是自2005年6月以來首度跌穿5,000點水平。泰晤士報[]、每日電訊報（页面存档备份，存于）
- 財相戴理德向投資者保證會引入新的法例，以加強規管英國銀行體系。BBC（页面存档备份，存于）
- 工黨黨部拒絕在下周黨大會舉行前發出黨魁提名表格，意味工黨黨魁選舉短期內不會進行。BBC（页面存档备份，存于）
- 女貴族及慈善家漢彌爾頓公爵夫人（Duchess of Hamilton）逝世，終年92歲。漢彌爾頓公爵夫人生於1916年5月25日，本名伊莉莎伯·艾維·珀西女爵（Lady Elizabeth Ivy Percy），生於阿爾尼克城堡，父親為第八代諾森伯蘭公爵（1880年－1930年），於1937年嫁道格拉斯及克萊茲代爾馬候爵（Marquess of Douglas and Clydesdale），是為道格拉斯及克萊茲代爾馬候爵夫人（Marchioness of Douglas and Clydesdale）。不久，道格拉斯及克萊茲代爾馬候爵在1940年晉爵為第十四代漢彌爾頓公爵兼第十一代布蘭登公爵，其妻亦改稱漢彌爾頓及布蘭登公爵夫人。公爵夫人於1967年成立洛錫安之燈，致力為泰恩河哈丁頓附近，於1547年被毀的聖瑪麗教堂展開籌款及修復工作。此外，公爵夫人亦曾參與其他古蹟修繕工程的籌款活動，後於1984年至1989年獲委為東洛錫安副郡尉，及在1988年獲OBE勳銜，以示加獎。在2007年，英女皇伉儷特意親臨該洛錫安之燈，以參與該社成立40周年的慶典。公爵夫人去世時留下四名兒子、七名孫兒及四名孫女，另丈夫及第三子分別於1973年及1995年先逝。泰晤士報（页面存档备份，存于）、蘇格蘭人（页面存档备份，存于）

## 9月15日
- 被視為工黨接班人選的外相文禮彬重申支持英揆白高敦，並明言反對舉行黨魁選舉。BBC（页面存档备份，存于）
- 學術機構Universities UK發表報告，表示英國本土招收的非歐盟地區海外學生總數，由1997年的116,840人，上升一倍至2007年的239,210人。每日電訊報（页面存档备份，存于）

## 9月14日
- 工黨黨內要求英揆白高敦下野的呼聲不絕，黨內人士透露已有逾45名下院黨員願意表態要求召開黨魁選舉。不過，外相文禮彬、商務大臣夏敦及下議院領袖夏雅雯重申支持白高敦繼續作出管治。泰晤士報（页面存档备份，存于）、每日電訊報（页面存档备份，存于）、BBC（页面存档备份，存于）、BBC（页面存档备份，存于）
- 國防部證實，一名士兵在阿富汗南部赫爾曼德省例行巡邏時遇炸身亡，當局正對事件展開調查。BBC（页面存档备份，存于）

## 9月13日
- 繼雪芳·麥多納後，至今已有七名現任工黨下院議員公開表態，要求舉行黨魁選舉，向英揆白高敦挑戰。BBC（页面存档备份，存于）、每日電訊報（页面存档备份，存于）
- 受旅遊集團XL陷入經營困難影響，滯留海外旅客人數已上升至85,000人以上。英國航空警告，受事件拖累，現時有達30間航空公司瀕臨倒閉。泰晤士報[]

## 9月12日
- 英國第三大旅遊集團XL陷入經營困難而被接管，公司即時裁減約1,700名員工，另有67,000名受影響的旅客被迫滯留海外。BBC（页面存档备份，存于）、泰晤士報（页面存档备份，存于）
- 工黨黨鞭雪芳·麥多納（Siobhain McDonagh）越級挑戰英揆白高敦的首相地位，公開要求舉行黨魁選舉。麥多納是白高敦上任英揆以來，首位公開地要求白高敦下台的工黨議員，也是首位公開表態有意角逐工黨黨魁的工黨議員。BBC（页面存档备份，存于）

## 9月11日
- 一列載貨列車在英法海底隧道起火，隧道被迫完全關閉，汽車不能通行，而來往隧道的歐洲之星亦被迫停駛，服務受阻。BBC（页面存档备份，存于）、每日電訊報（页面存档备份，存于）
- 英揆白高敦提出一項9億1000萬鎊方面，援助國民應付高昂電費及煤氣費。不過，工會方面指責方案「愚昧」，並繼續要求政府落實向能源公司徵收暴利稅。BBC（页面存档备份，存于）、泰晤士報[]

## 9月10日
- 政府健康保障署呼籲患輕微發燒和普通感冒一類疾病的病人避免服用抗生素，以免加劇現時日益嚴重的抗藥性問題。每日電訊報（页面存档备份，存于）
- 歐洲委員會預計英國聯同德國及西班牙將在今年陷入經濟衰退。BBC（页面存档备份，存于）

## 9月9日
- 早前公開控告倫敦警察廳廳長伊恩·布萊爾爵士涉嫌對下屬作出種族、宗教及年齡歧視的巴基斯坦裔助理總監塔利克·哈夫，被布萊爾爵士暫停職務，但仍停薪留職。哈夫表示正被處方「清算」，但倫敦市長鮑里斯·約翰遜支持有關決定，認為可恢復公眾對該處行動效率的信心。泰晤士報[]、每日電訊報（页面存档备份，存于）
- 面對連日抨擊，英揆白高敦呼籲「是時候改寫及重新思考新工黨」政策。BBC（页面存档备份，存于）
- 威爾斯親王與歌和公爵夫人在聖詹姆士宮接見歷來獲勳維多利亞十字勳章及喬治十字勳章的軍民，並在一個教會儀式上向他們致敬。每日電訊報（页面存档备份，存于）

## 9月8日
- 倫敦證券交易所早上9時發生嚴重系統故障，交易停頓7小時，至下午4時才恢復正常。泰晤士報[]
- 英格蘭昨晚暴雨持續，達拉謨一名三歲女童被吸進地底去水道，並被流水沖到46米外的威爾河，最後奇蹟地被父親救回。BBC（页面存档备份，存于）

## 9月7日
- 親工黨團體繼續施壓促請政府落實暴利稅，工會協會（TUC）主席布蘭登·巴伯更揚言白高敦政府如再怠慢行動，將要在下次大選付出代價。BBC（页面存档备份，存于）
- 英格蘭及威爾斯暴雨持續，部份地區河流水位急漲，多處地方未來數日將仍然受水浸影響。BBC（页面存档备份，存于）

## 9月6日
- 國防部轄下桑赫斯特皇家軍事學院被揭發取錄中國解放軍官兵進行培訓，違反歐盟有關禁止成員國與中國有軍事合作的規定。泰晤士報[]
- 英格蘭及威爾斯地區暴雨持續，英格蘭北部及中部多處錄得山洪暴發，廣泛地區出現水浸。暴雨至今已造成5人死亡。BBC（页面存档备份，存于）、泰晤士報[]

## 9月5日
- 英格蘭廣泛地區及威爾斯地區暴雨成災，部份地區在24小時內錄得相等於平時兩星期的雨量，造成大範圍水浸，暴雨至今共造成兩人死亡。每日電訊報（页面存档备份，存于）、BBC（页面存档备份，存于）
- 下院保守黨議員邁克爾·法布里坎特（Michael Fabricant）在南美洲國家哥倫比亞旅遊時，身上咖啡罐內的咖啡粉被檢查站持械士兵誤以為是可卡因，結果被要求即場食用被懷疑的咖啡粉。泰晤士報（页面存档备份，存于）

## 9月4日
- 前內務大臣祈卓禮警告英揆白高敦要麼在未來一個月挽回民望，要麼就「有面子地辭去首相之職」。泰晤士報[]、BBC（页面存档备份，存于）
- 英倫銀行連續第五個月維持利率於5%。BBC（页面存档备份，存于）

## 9月3日
- 獨立監察委員會發表報告，表示愛爾蘭共和軍理事會已經停止運作，並不再有任何恐怖主義性質。英揆白高敦呼籲北愛爾蘭政界人士要攜手走上和平進程。衛報（页面存档备份，存于）、BBC（页面存档备份，存于）
- 蘇格蘭第一部長亞歷克·薩爾蒙德在蘇格蘭議會宣佈，計劃在來年進行15項立法工作，當中包括引入地區入息稅以取代現行的議會稅。輿論擔心有關立法會進一步凸顯蘇格蘭與英國其他地方的差異。BBC（页面存档备份，存于）

## 9月2日
- 什羅普郡大宅焚燬案有新進展，警方初步相信，富商兼屋主克里斯多夫·福士特謀殺妻子及女兒後，再縱火焚屋及自殺。泰晤士報[]、每日電訊報（页面存档备份，存于）、BBC（页面存档备份，存于）
- OECD發表預測，指英國在2008年下半年第三季度起陷入衰退，而且大幅調低其經濟增長前景預測。BBC（页面存档备份，存于）
- 著名工業實業家丹尼士·盧奇爵士（Sir Denis Rooke）在倫敦逝世，終年84歲。盧奇在1924年4月2日生於倫敦，早年入讀西敏市學校等校，後來入讀倫敦大學學院，取得機械及化學工程學位，1944年加入皇家機電工程兵團，第二次世界大戰期間曾於印度及英國服役，獲少校銜。盧奇在1949年起從事煤氣行業，1976年出任英國煤氣主席，1986年見證公司私有化，1989年退任。盧奇在1970年獲勳CBE勳銜，1977年當選皇家學會院士，同年封爵，1986年至1991年當選皇家工程學會主席，1989年至2003年任羅浮堡大學校監，1997年獲英女皇伊利沙伯二世親授功績勳章。盧奇爵士在1949年娶伊利莎伯·伊凡斯為妻，兩人育有一女。衛報（页面存档备份，存于）、獨立報（页面存档备份，存于）、泰晤士報[]、每日電訊報（页面存档备份，存于）

## 9月1日
- 什羅普郡大宅焚燬案，搜救人員搜索出第三具屍體。BBC（页面存档备份，存于）
- 內政部有書信洩露，內容透露經濟衰退導致罪案率上揚。BBC（页面存档备份，存于）

| 依月份排列新聞動態 |
| \| - 2014年英國：1月 - 2月 - 3月 - 4月 - 5月 - 6月 - 7月 - 8月 - 9月 - 10月 - 11月 - 12月 - 2013年英國：1月 - 2月 - 3月 - 4月 - 5月 - 6月 - 7月 - 8月 - 9月 - 10月 - 11月 - 12月 - 2012年英國：1月 - 2月 - 3月 - 4月 - 5月 - 6月 - 7月 - 8月 - 9月 - 10月 - 11月 - 12月 - 2011年英國：1月 - 2月 - 3月 - 4月 - 5月 - 6月 - 7月 - 8月 - 9月 - 10月 - 11月 - 12月 - 2010年英國：1月 - 2月 - 3月 - 4月 - 5月 - 6月 - 7月 - 8月 - 9月 - 10月 - 11月 - 12月 - 2009年英國：1月 - 2月 - 3月 - 4月 - 5月 - 6月 - 7月 - 8月 - 9月 - 10月 - 11月 - 12月 - 2008年英國：1月 - 2月 - 3月 - 4月 - 5月 - 6月 - 7月 - 8月 - 9月 - 10月 - 11月 - 12月 檢閱 \| |
| - 2014年英國：1月 - 2月 - 3月 - 4月 - 5月 - 6月 - 7月 - 8月 - 9月 - 10月 - 11月 - 12月 - 2013年英國：1月 - 2月 - 3月 - 4月 - 5月 - 6月 - 7月 - 8月 - 9月 - 10月 - 11月 - 12月 - 2012年英國：1月 - 2月 - 3月 - 4月 - 5月 - 6月 - 7月 - 8月 - 9月 - 10月 - 11月 - 12月 - 2011年英國：1月 - 2月 - 3月 - 4月 - 5月 - 6月 - 7月 - 8月 - 9月 - 10月 - 11月 - 12月 - 2010年英國：1月 - 2月 - 3月 - 4月 - 5月 - 6月 - 7月 - 8月 - 9月 - 10月 - 11月 - 12月 - 2009年英國：1月 - 2月 - 3月 - 4月 - 5月 - 6月 - 7月 - 8月 - 9月 - 10月 - 11月 - 12月 - 2008年英國：1月 - 2月 - 3月 - 4月 - 5月 - 6月 - 7月 - 8月 - 9月 - 10月 - 11月 - 12月 檢閱       |